# Maree Fish
Maree Beverley Fish, OAM (* 23. Januar 1963) ist eine ehemalige australische Hockeyspielerin, die mit der australischen Hockeynationalmannschaft 1988 Olympiasiegerin war.

## Sportliche Karriere
Maree Fish war die Ersatztorhüterin hinter Kathleen Partridge. 1986 wurde sie in einem Spiel der Weltmeisterschaft in Amstelveen eingesetzt, die Australierinnen belegten den sechsten Platz. 
1988 bei den Olympischen Spielen in Seoul erreichten die Australierinnen das Halbfinale mit nur einem Sieg und zwei Unentschieden. Im Halbfinale bezwangen die Australierinnen die Niederländerinnen mit 3:2. Das Finale gewannen die Australierinnen gegen die Südkoreanerinnen mit 2:0. Im Finale wechselte Trainer Brian Glencross kurz vor Ende der Partie Kathleen Partridge aus, damit Maree Fish durch ihre Einwechslung ebenfalls Anspruch auf die Überreichung einer Goldmedaille erwarb.
1989 war Maree Fish Stammtorhüterin bei der Champions Trophy, die Australierinnen belegten den zweiten Platz hinter den Südkoreanerinnen. Bei der Weltmeisterschaft 1990 in Sydney waren als Torhüterinnen Maree Fish und Lisa Naughton nominiert. Die Australierinnen gewannen die Silbermedaille.
Insgesamt stand Maree Fish in 43 Länderspielen im Tor.